# Boekenweek
De Boekenweek is een sinds 1932 jaarlijks in maart terugkerende tiendaagse promotie van het (Nederlandstalige) boek.

## Geschiedenis

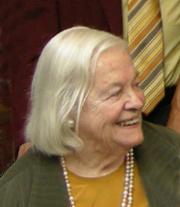
Hella Haasse, de enige persoon die drie keer een boekenweekgeschenk heeft geschreven.

Op 15 november 1930 organiseerde de Nederlandsche Uitgeversbond een Boekendag. Vanaf 1932 groeide deze dag uit tot een week met een gezamenlijke uitgave van een boekenweekgeschenk door de Stichting Collectieve Propaganda van het Nederlandse Boek (CPNB). Elk jaar schrijft een andere auteur deze novelle, essay of roman die door deelnemende boekwinkels wordt geschonken bij besteding van een bepaald bedrag.
De eerste Boekenweek, in 1932, werd georganiseerd door een commissie onder voorzitterschap van J. Tersteeg.
Op 4 maart 1947 werd het eerste Boekenbal gehouden in het Koninklijk Concertgebouw in Amsterdam. Dit evenement was bedacht door toenmalig CPNB-voorzitter Chris Leeflang en vindt sindsdien traditioneel plaats op de avond voor het begin van de boekenweek.
Sinds 1948 werden uitgaven voor de jeugd verzorgd die tijdens de boekenweek aan een lage prijs werden verkocht.
Sinds 1955 werd aanvullend op deze boekenweek in het voorjaar ook een kinderboekenweek georganiseerd met een vergelijkbaar kinderboekenweekgeschenk. Deze kinderboekenweek vindt jaarlijks in oktober plaats.
De Nederlandse Taalunie ondersteunt de uitbreiding van de Boekenweek naar Vlaanderen. Sinds 2012 werd het boekenweekgeschenk ook in Vlaanderen verspreid als onderdeel van de Literaire Lente. In 2014 werd dit evenement hernoemd tot boekenweek waarmee ze sindsdien gezamenlijk plaatsvindt in Vlaanderen en Nederland, hoewel ze in 2016 een week later werd gehouden in Vlaanderen. Het Geschenkboek heet sindsdien ook in Vlaanderen het boekenweekgeschenk in een gezamenlijke uitgave door CPNB en Boek.be.
In 1987 werden de uitgaven voor de jeugd vervangen door een boekenweekessay in het thema van de Boekenweek, waarvan de schrijver een eregast werd op het Boekenbal.
In 2007 werd met Manuscripta een eendaags festival gelanceerd ter opening van het boekenseizoen in september.
Sinds 2015 wordt ook de Boekenweek van Jongeren jaarlijks georganiseerd in september. (Van 2018 tot 2021 was dit de 'Boekenweek voor Jongeren') Deze aparte boekenweek heeft als doel jongeren van 15 tot en met 18 jaar meer te laten lezen. De jongerenboekenweek is een initiatief van CPNB, Stichting Lezen en De Schrijverscentrale. Ook in deze boekenweek wordt, sinds 2016, een geschenk geschreven, 3PAK, een verhalenbundel door meerdere schrijvers. 3PAK wordt gratis verstrekt door scholen, boekhandels en bibliotheken aan de jongeren in de doelgroep. Het boekenweekgeschenk 3PAK werd in 2018 bijvoorbeeld geschreven door Nhung Dam, Raoul de Jong en Tim Hofman. Ook worden er prijzen toegekend voor de beste boeken voor jongeren. De winnaars van de eerste prijzen, in 2018, waren Angie Thomas met het boek The Hate U Give in de categorie 'Vertaald' en Henk van Straten met het boek Wij zeggen hier niet halfbroer in de categorie 'Oorspronkelijk Nederlandstalig'.
In 2019 werd voor het eerst een Boekenweekgedicht geschreven.
In 2021 zou de boekenweek van 6 t/m 14 maart worden gehouden, maar deze werd vanwege de coronapandemie die in 2020 uitbrak verplaatst naar het voorjaar. De boekenweek kon niet plaatsvinden in maart, omdat alle boekwinkels en bibliotheken vanwege de in die maand geldende coronamaatregelen dicht waren. Ook was er dat jaar geen boekenbal. Nadat de winkels eind april weer opengingen en eind mei ook de bibliotheken weer open mochten kon de boekenweek alsnog worden gehouden van 29 mei t/m 5 juni.
Ook in 2022 kon de boekenweek niet plaatsvinden in maart vanwege de coronamaatregelen. Deze zou van 5 t/m 13 maart plaatsvinden, maar de boekwinkels en bibliotheken konden naar verwachting niet op volle sterkte open zijn. Daarom werd de boekenweek dat jaar van 9 t/m 18 april gehouden.Pas in 2023 kon de boekenweek weer zoals vanouds in maart plaatsvinden. Dat jaar vond deze van 11 t/m 19 maart plaats. In 2024 vindt de boekenweek van 16 t/m 24 maart plaats. 

## Thema's
Sinds 1960 worden thema's aan de boekenweek gekoppeld. Vanaf 1974 gebeurde dat jaarlijks. De laatste thema's van de Boekenweek zijn:
- 2025: Je moerstaal
- 2024: Bij ons in de familie
- 2023: Ik ben alles
- 2022: Eerste liefde[11]
- 2021: Tweestrijd
- 2020: Rebellen en dwarsdenkers
- 2019: De moeder de vrouw
- 2018: Natuur
- 2017: Verboden vruchten
- 2016: Duitsland - Was ich noch zu sagen hätte
- 2015: Waanzin - Te gek voor woorden
- 2014: Reizen: Ondertussen ergens anders
- 2013: Gouden Tijden, Zwarte Bladzijden
- 2012: Vriendschap en andere ongemakken
- 2011: Curriculum Vitae - Geschreven portretten
- 2010: Titaantjes – Opgroeien in de letteren